# Адріана Будевська
Адріана Будевська (справжнє ім'я і прізвище Адріана Кинчева Ганчева) (болг. Адриана Будевска; 13 грудня 1878, Добрич — 9 грудня 1955, Софія) — болгарська театральна актриса, народна артистка Народної Республіки Болгарії (1953).
Одна з основоположників реалістичного акторського мистецтва та професійного театру Болгарії.

## Біографія
Після закінчення гімназії в 1895 році, виграла конкурс, на якому Іван Вазов і професор Іван Шишманов високо оцінили великий артистичний талант 17-річної Адріани, і як стипендіат міністерства освіти вирушила на навчання до театрального училища Малого театру в Москві, де стала ученицею Олександра Ленського.
В 1899 році закінчила училище і в тому ж році дебютувала в Софії на сцені драматичного театру «Сльоза і сміх» (з 1904 — Народний театр) в головній ролі в п'єсі «Василіса Мелентьєва» О. М. Островського.
У 1904 році разом з групою акторів, незадоволених казенними порядками Народного театру, організувала у Варні «Вільний театр», в якому, крім національної драматургії, ставилися п'єси М. Горького, Л. М. Толстого, О. М. Островського, Г. Ібсена та інших.
У 1906 році театр закрився, актори повернулися до народного театру, де А. Будевська пропрацювала до 1926 року. Разом з чоловіком Христо Ганчевим стала одним з творців професійного болгарського театру.
В цей період вона виконала свої найкращі ролі в національній болгарській та зарубіжній класичній драматургії.
В 1926 році в результаті політичних переслідувань Адріана Будевська в розквіті творчих сил була звільнена і на більш, ніж 10 років відлучена від театральної сцени, в 1937 артистка змушена була виїхати до Південної Америки зі своїм сином.
Великим шанувальником її таланту був болгарський лідер Г. Димитров, тому народна влада, переслідуючи неугодних митців та враховуючи заслуги Адріани Будевської, офіційно запросила її повернутися на батьківщину, чим вона і скористалася. У 1948 році повернулася з Аргентини на батьківщину. 20 лютого 1949 року болгарська громадськість урочисто відзначила її 70-річчя. Але було вже занадто пізно, щоб актриса повернулася на сцену.
Померла Адріана Будевська в Софії 9 грудня 1955 року.

## Творчість
А. Будевська — знаменита болгарська драматична актриса. У своїй творчості зберігала реалістичні традиції російського театру і класичного репертуару.

## Обрані ролі в театрі
- Ніна Зарічна («Чайка» А. П. Чехова)
- Свекруха (однойменна комедія А. Страшимірова),
- Ціна («Зміїне весілля» Тодорова),
- Рада («Під ярмом» за І. Вазовим),
- Нора (однойменна п'єса Ібсена),
- Офелія і леді Макбет («Гамлет» і «Макбет» В. Шекспіра)
- Маргарита Готьє («Дама з камеліями» Олександра Дюма (сина))
- Емілія Галотті (однойменна трагедія Г. Е. Лессінга) та ін.

## Родина
Сімейне життя актриси склалося нещасливо. У 1901 році вийшла заміж за талановитого актора Христо Ганчева. У 1912 році він був мобілізований і незабаром помер від тифу. Через місяць померла молодша дочка А. Будевської. Ще один з її дітей — син трагічно загинув через кілька років — був убитий в Італії.

## Пам'ять
На честь великої болгарської актриси названий Драматичний театр Адріана Будевська в Бургасі.

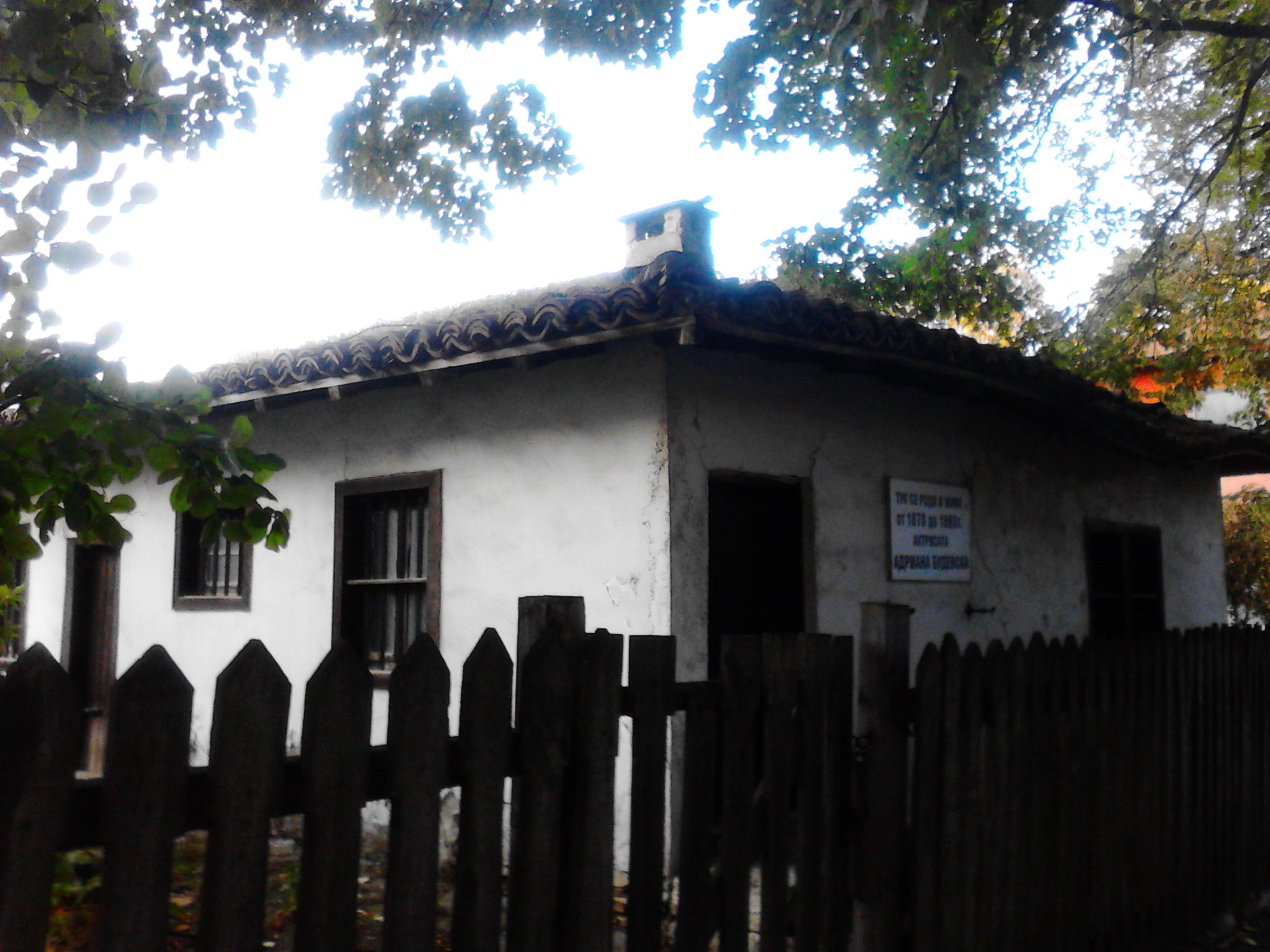
Будинок Будевської
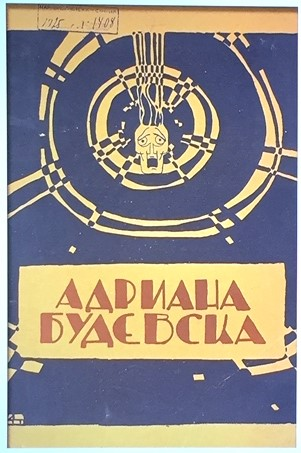
Юбилеен сборник на Адриана Будевска с корица от Иван Пенков, София, 1925 г., Издател: Държавна печатница